# Verlincthun
Verlincthun is een gemeente in het Franse departement Pas-de-Calais (regio Hauts-de-France) en telt 349 inwoners (2005). De plaats maakt deel uit van het arrondissement Boulogne-sur-Mer.

## Geografie
De oppervlakte van Verlincthun bedraagt 7,1 km², de bevolkingsdichtheid is 49,2 inwoners per km².
De onderstaande kaart toont de ligging van Verlincthun met de belangrijkste infrastructuur en aangrenzende gemeenten.

## Demografie
Onderstaande figuur toont het verloop van het inwonertal (bron: INSEE-tellingen).